# Legge di Pascal

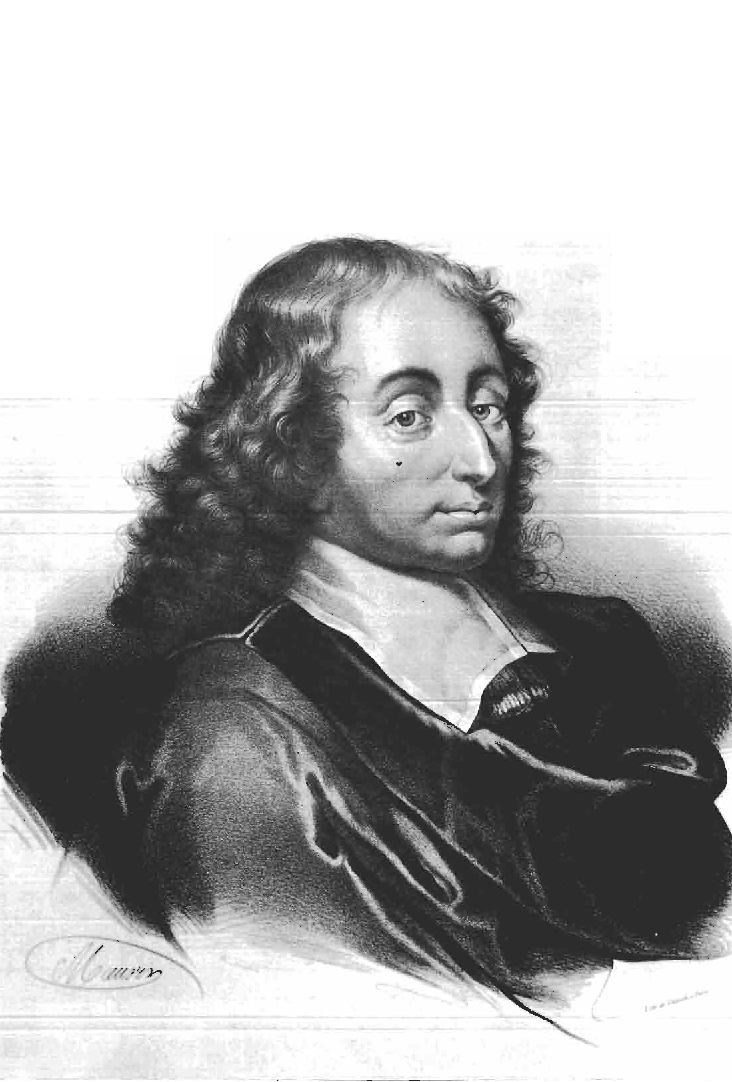
Blaise Pascal

La legge di Pascal  è una legge della meccanica del continuo che stabilisce che, quando avviene un aumento della pressione in un punto di un fluido confinato, tale aumento viene trasmesso anche ad ogni punto del fluido all'interno del contenitore, ovvero ad ogni altra superficie a contatto con il fluido, con la stessa intensità ma in direzione sempre perpendicolare alla parete del contenitore sulla quale il fluido esercita la pressione. Tale legge è stata scoperta dal fisico e matematico francese Blaise Pascal nel famoso esperimento della botte del 1646 ed enunciata nel trattato del 1653 Sur l'equilibre des liqueurs, dove veniva ritenuta anzi un principio fisico.

## Descrizione
L'enunciato afferma che la pressione in un fluido statico sia costante in ogni suo punto, sotto l'ipotesi che le forze di volume siano nulle o trascurabili rispetto alle forze di pressione. Questo può essere ricavato analizzando l'equazione fondamentale dell'idrostatica, che nel caso tridimensionale vale:
{\displaystyle \nabla p=\rho {\vec {g}}}
Mettendoci nel caso in cui le forze di volume, ovvero il termine {\displaystyle \rho {\vec {g}}}, sia nullo allora il gradiente della pressione {\displaystyle \nabla p=0}. Ciò comporta che la pressione sia costante {\displaystyle p=cost} e dunque si ritrova l'enunciato.
Possiamo dimostrarlo anche nel caso in cui la forza risultante (necessariamente nulla studiando un caso di staticità) sia scritta in termini integrali:
{\displaystyle -\oint \limits _{\Sigma }p{\hat {n}}d\Sigma =\int \limits _{V}\rho {\vec {g}}dV}
avendo scelto una superficie infinitesima {\displaystyle d\Sigma } , orientata con il versore uscente da essa {\displaystyle {\hat {n}}} (da cui si ha il segno meno essendo il vettore di forza di pressione entrante nella superficie) e un volumetto di fluido arbitrario {\displaystyle dV}.
A questo punto andando a restringere idealmente sempre di più le dimensioni del volumetto, e di conseguenza anche della superficie infinitesima, arriviamo a un punto in cui le forze di volume siano trascurabili rispetto a quelle di superficie. Ciò è dovuto al fatto che la superficie sia proporzionale a {\displaystyle l^{2}} dove {\displaystyle l} è la dimensione lineare, mentre il volumetto è proporzionale {\displaystyle l^{3}}, e chiaramente facendo tendere {\displaystyle l\longrightarrow 0}, {\displaystyle l^{3}} decresce più rapidamente di {\displaystyle l^{2}}.
Detto ciò otteniamo che:
{\displaystyle \oint \limits _{\Sigma }p{\hat {n}}d\Sigma =0}
Considerando che la pressione {\displaystyle p}, chiaramente, non sia nulla, allora deve essere nullo l'integrale:{\displaystyle \oint \limits _{\Sigma }{\hat {n}}d\Sigma =0} e dunque la pressione deve essere costante su tutta la superficie chiusa {\displaystyle \Sigma }, avendola portata fuori dall'integrale.
Per dare una dimostrazione intuitiva del fatto che l'integrale valga: 
{\displaystyle \oint \limits _{\Sigma }{\hat {n}}d\Sigma =0}
partiamo dal prendere una superficie chiusa {\displaystyle \Sigma } e spostiamo ogni elemento della superficie arbitrariamente di un tratto {\displaystyle \delta {\vec {r}}}. Avremo allora la superficie che adesso copre un volume che, rispetto al volume iniziale {\displaystyle V}, possiamo scrivere come {\displaystyle V+\delta V}. L'aumento di volume possiamo scriverlo come:
{\displaystyle \delta V=\int \limits _{\Sigma }\delta {\vec {r}}{\hat {n}}d\Sigma }
Essendo lo spostamento arbitrario, scegliamo adesso di aver fatto in verità una traslazione rigida della superficie; quindi il termine  {\displaystyle \delta {\vec {r}}} è costante e diretto verso un'unica direzione e verso per ogni punto. Avendo scelto di fare una traslazione la variazione di volume è nulla e dunque:
{\displaystyle \delta V=0}
{\displaystyle \delta {\vec {r}}\oint \limits _{\Sigma }{\hat {n}}d\Sigma =0}
da cui semplificando lo spostamento infinitesimo ( è una quantità costante maggiore o uguale di zero). Segue la tesi:
{\displaystyle \oint \limits _{\Sigma }{\hat {n}}d\Sigma =0}

### Paradosso di Pascal

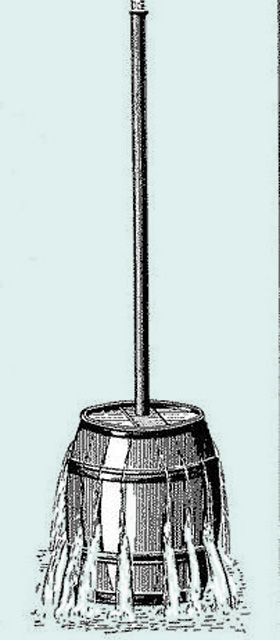
Gli effetti del principio di Pascal, scoperto dal fisico francese nel suo famoso esperimento della botte del 1647

Nell'esperimento, che prende il nome anche di "Paradosso di Pascal", Pascal inserì un tubo verticale molto sottile lungo 10 m in una botte piena d'acqua. A quel punto Pascal iniziò a versare l'acqua nel tubo verticale fino a riempire il medesimo tubo e osservò un aumento della pressione, che raggiunse un'intensità tale da rompere la botte, nonostante il peso totale dell'acqua contenuta nel tubo fosse tutto sommato esiguo.
Dal punto di vista matematico, il principio può essere descritto dalla formula seguente:
{\displaystyle \Delta p=\rho g(\Delta h)}
dove {\displaystyle \Delta p} è la variazione di pressione idrostatica, misurata in pascal, introdotta nella botte e dovuta al peso del fluido versato all'interno del tubo; ρ è la densità del fluido, misurata in chilogrammi su metro cubo; g è l'accelerazione di gravità e {\displaystyle \Delta h} è l'altezza, misurata in metri, raggiunta dal fluido all'interno del tubo.
La formula è derivata a partire dalla legge di Stevino applicata al sistema botte-tubo. In questo caso la pressione introdotta nella botte è data da
{\displaystyle p_{0}=\rho gh_{0}}
dove {\displaystyle h_{0}} è l'altezza del fluido nel tubo.
La pressione in un qualsiasi punto del fluido contenuto nella botte sarà allora data da
{\displaystyle p_{f}=\rho g\Delta h+p_{0}=\rho g\Delta h+\rho gh_{0}=\rho g(\Delta h+h_{0})}
dove pf è la pressione finale in un punto qualsiasi (dopo l'aggiunta dell'acqua), {\displaystyle \Delta h} è la variazione di altezza del liquido, p0 è la pressione iniziale di quel punto.
Portando la pressione p0 dall'altro lato dell'uguaglianza si ottiene la formula iniziale.

## Applicazioni
Il principio di Pascal trova applicazione in vari strumenti, ad esempio in:
- sifone;
- martinetto;
- pressa idraulica;
- freni idraulici[3] nella maggior parte dei veicoli a motore;
- pozzo artesiano;
- serbatoio idrico a torre;
- piccolo rialzo del seno mascellare;
- torchio idraulico.